# Andrzej Przewoźnik
Andrzej Przewoźnik (13. květen 1963 – 10. duben 2010, Pečersk, Rusko) byl polský historik.

## Životopis
V roce 1988 absolvoval studium historie na Filozoficko-historické fakultě Jagellonské univerzity v Krakově. Od 1. září 1992 do 10. dubna 2010 působil jako generální tajemník Rady na ochranu památky bojů a utrpení. V roce 2002 absolvoval postgraduální studium na Akademii národní obrany. Byl členem muzejních společností a editorem historického časopisu Niepodległość. Byl jedním z nejvážnějších kandidátů na funkci ředitele Institutu národní paměti (IPN). V době výběru nového ředitele se však objevily materiály naznačující, že byl Przewoźnik spolupracovníkem polské komunistické tajné policie. Soud nakonec rozhodl, že spolupracovníkem nebyl, dokonce hovořil o absenci materiálů, které by nasvědčovaly údajné spolupráci. Mezitím byl ředitelem IPN zvolen Janusz Kurtyka.
Zemřel při leteckém neštěstí u ruského Smolensku 10. dubna 2010. Posmrtně obdržel Velkokříž Řádu Polonia Restituta (Krzyż Wielki Orderu Odrodzenia Polski).